# 終極警探系列
系列是一系列動作電影，首集《虎胆龙威》由20世纪福斯影业公司於1988年出品，根据1970年代罗德里克·索普小说《Nothing Lasts Forever》改编。

## 簡介
本系列作品以紐約警探約翰·麥克連（布魯斯·威利飾）為主角，描述其對付各類罪犯、甚至外國恐怖份子的歷程。麥克連雖為凡人之身，但其辦案時不屈不撓的毅力、加上近乎不死的強健體魄成為此系列作品的賣點。該系列首部作品《終極警探》成为1988年全美票房收入最高的电影之一。片中火爆的动作场面和新颖的场景设计以及打不死的英雄，确实令当时的观众大开眼界，凭借此片布魯斯·威利一跃成为好莱坞顶级动作明星。在此影片之前动作片以阿諾·史瓦辛格、席維斯·史特龍为代表的肌肉形硬派居多，此片中加入了主人翁凭借时机，利用头脑与敌人鬥智成分，开此类影片之先河，具有划时代意义。影片的形式后来被很多影片模仿，使影片本身成为動作類电影的经典之作。

## 電影
- 1988年，《虎胆龙威》[1]。
- 1990年，《終極警探2》[2]。
- 1995年，《終極警探3》[3]。
- 2007年，《終極警探4.0》。
- 2013年，《終極警探5：跨國救援》。